# Championnat d'Irlande du Nord de football 2001-2002
Navigation
Édition précédente Édition suivante
Le 100e Championnat d'Irlande du Nord de football se déroule en 2001-2002. Portadown FC remporte son quatrième titre de champion d’Irlande du Nord avec un point d’avance sur le deuxième Glentoran FC. Linfield FC, complète le podium.
Les équipes jouent en tout 36 matchs. Elles affrontent donc tous leurs adversaires quatre fois, deux fois à domicile et deux fois à l’extérieur.
En raison d’une extension du championnat de 10 à 12 clubs pour la saison 2002-2003, aucun système de promotion/relégation n’est mis en place. Toutes les équipes restent en première division à la fin du championnat.
Avec 30 buts marqués en 36 matchs, Vinny Arkins  de Portadown FC remporte pour la quatrième fois en cinq ans le titre de meilleur buteur de la compétition.

## Les 10 clubs participants
| Club                                  | Stade             | Capacité | Ville       |
| ------------------------------------- | ----------------- | -------- | ----------- |
| Ards FC                               | Castlereagh Park  | 8 000    | Newtownards |
| Cliftonville FC                       | Solitude          | 7 200    | Belfast     |
| Coleraine FC                          | The Showgrounds   | 6 600    | Coleraine   |
| Crusaders FC                          | Seaview           | 9 100    | Belfast     |
| Glenavon FC                           | Mourneview Park   | 7 300    | Lurgan      |
| Glentoran FC                          | The Oval          | 14 100   | Belfast     |
| Linfield FC                           | Windsor Park      | 20 500   | Belfast     |
| Newry Town                            | The Showgrounds   | 6 500    | Newry       |
| Omagh Town Football and Athletic Club | St. Julian's Road | 5 000    | Omagh       |
| Portadown FC                          | Shamrock Park     | 5 800    | Portadown   |

## Compétition

### Classement
Le classement est établi sur le barème de points classique (victoire à 3 points, match nul à 1, défaite à 0).
| Rang | Équipe          | Pts | J  | G  | N  | P  | Bp | Bc | Diff |
| ---- | --------------- | --- | -- | -- | -- | -- | -- | -- | ---- |
| 1    | Portadown FC    | 75  | 36 | 22 | 9  | 5  | 75 | 34 | +41  |
| 2    | Glentoran FC    | 74  | 36 | 21 | 11 | 4  | 63 | 23 | +40  |
| 3    | Linfield FC T C | 62  | 36 | 17 | 11 | 8  | 64 | 35 | +29  |
| 4    | Coleraine FC    | 59  | 36 | 19 | 2  | 15 | 64 | 58 | +6   |
| 5    | Omagh Town      | 54  | 36 | 15 | 9  | 12 | 55 | 55 | 0    |
| 6    | Cliftonville FC | 38  | 36 | 9  | 11 | 16 | 37 | 46 | -9   |
| 7    | Glenavon FC     | 36  | 36 | 9  | 9  | 18 | 37 | 57 | -20  |
| 8    | Newry Town      | 36  | 36 | 8  | 12 | 16 | 40 | 62 | -22  |
| 9    | Crusaders FC    | 34  | 36 | 9  | 7  | 20 | 41 | 65 | -24  |
| 10   | Ards FC         | 27  | 36 | 6  | 9  | 21 | 30 | 71 | -41  |

| Légende : Qualifications et relégations | Légende : Qualifications et relégations                                      |
| --------------------------------------- | ---------------------------------------------------------------------------- |
|                                         | Ligue des champions de l'UEFA 2002-2003                                      |
|                                         | Coupe UEFA 2002-2003                                                         |
|                                         | Relégation en deuxième division                                              |
|                                         | Barrage de relégation contre le deuxième de D2                               |
|                                         | T : Tenant du titre C : Vainqueurs de la Coupe d'Irlande du Nord de football |

## Bilan de la saison
| Tableau d'Honneur                         |              |
| Compétition                               | Vainqueur    |
| Championnat d'Irlande du Nord de football | Portadown FC |
| Coupe d'Irlande du Nord de football       | Linfield FC  |

| Promotions et relégations |                            |
| Relégués                  | Aucun                      |
| Promus                    | Distillery FC Institute FC |

## Statistiques

### Meilleur buteur
1. Vimmy Arkins, Portadown FC, 30 buts